# (13658) Sylvester
(13658) Sylvester ist ein Asteroid des Hauptgürtels, der am 18. März 1997 vom italo-amerikanischen Astronomen Paul G. Comba am Prescott-Observatorium (Sternwarten-Code 684) der Europäischen Südsternwarte in Chile entdeckt wurde.
Der Asteroid wurde am 23. Mai 2000 nach dem britischen Mathematiker James Joseph Sylvester (1814–1897) benannt, der zusammen mit Arthur Cayley auf dem Gebiet der Invariantentheorie forschte und 1850 den Begriff der Matrix in die Mathematik einführte.